# Chloroselas mazoensis
Chloroselas mazoensis là một loài bướm ngày thuộc họ Bướm xanh. Nó được tìm thấy ở Nam Phi, in bắc KwaZulu-Natal, Mpumalanga, the Limpopo Province và the North West Province. Nó cũng được tìm thấy ở Zimbabwe.
Sải cánh dài 20–24 mm đối với con đực và 22–25 mm females. Con trưởng thành bay từ tháng 9 đến tháng 12 và một lần nữa vào tháng 5 and/or tháng 6 in a small second generation in bắc KwaZulu-Natal.
Ấu trùng có thể ăn young shoots of Acacia species.